# Яксатовский сельсовет
Якса́товский сельсове́т — сельское поселение в Приволжском районе Астраханской области. 
Административный центр — село Яксатово.

## История
В 1919 году в составе Зацаревской волости Астраханского уезда был образован Яксатовский сельский Совет рабочих, солдатских и ловецких депутатов.
С июля1925 года по июль 1928 года Яксатовский сельсовет входил в состав Зацаревского района Астраханской губернии.
С июля 1928 года по август 1930 года входил в состав Астраханского района Астраханского округа Нижневолжского края.
С 5 августа 1930 года по 1931 год — в составе Астраханского района Астраханского межрайона Нижневолжского края.
С 1931 года по январь 1934 года — в составе Наримановского района Астраханского межрайона Нижневолжского края.
С 10 января 1934 года по июль 1937 года входил в состав Наримановского района Астраханского межрайона Сталинградского края.
С 16 июля 1937 года по декабрь 1943 года — в составе Наримановского района Астраханского округа Сталининградской области.
С декабря 1943 года по 19 октября 1980 года Яксатовский сельсовет входил в состав Наримановского района Астраханской области.
С 20 октября 1980 года — в составе Приволжского района Астраханской области.
В 1991 году исполнительный комитет Яксатовского сельского Совета народных депутатов преобразован в администрацию Яксатовского сельсовета.
6 августа 2004 года в соответствии с Законом Астраханской области № 43/2004-ОЗ установлены границы муниципального образования, сельсовет наделен статусом сельского поселения.

## Население
| 2010  | 2012  | 2013  | 2014  | 2015  | 2016  | 2017  |
| ----- | ----- | ----- | ----- | ----- | ----- | ----- |
| 4722  | ↗4780 | ↗4794 | ↗4859 | ↗5124 | ↘5083 | ↘4984 |
| 2018  | 2019  | 2020  | 2021  |       |       |       |
| ↘4947 | ↗4961 | ↘4949 | ↗5188 |       |       |       |

## Состав сельского поселения
| № | Населённый пункт | Тип населённого пункта       | Население |
| - | ---------------- | ---------------------------- | --------- |
| 1 | Атал             | село                         | ↘643      |
| 2 | Нартовский       | посёлок                      | ↗424      |
| 3 | Эрле             | посёлок                      | ↗79       |
| 4 | Яксатово         | село, административный центр | ↗3749     |